# Lagostina
Lagostina è una fabbrica italiana di pentole a pressione, posate e altri utensili da cucina fondata nel 1901 a Omegna, oggi nel Verbano-Cusio-Ossola ma all'epoca in provincia di Novara, attualmente proprietà del gruppo francese SEB.

## Storia
L'attività ebbe inizio quando Carlo Lagostina e il figlio Emilio rilevarono una fabbrica per produrre posate in ferro stagnato; dopo un periodo in cui la fabbrica produsse materiale bellico per rispondere alle esigenze della Grande Guerra, negli anni venti l'azienda conobbe una sfrenata crescita grazie ai consumi del primo dopoguerra, triplicando la propria capacità produttiva giornaliera rispetto al periodo pre-bellico.
Nel 2005, in seguito a una crisi di liquidità, la quota di maggioranza della fabbrica è stata ceduta al gruppo francese SEB (già proprietario dei marchi Tefal, Rowenta, Moulinex e Krups) e solamente una piccola quota di minoranza è rimasta alla famiglia Lagostina.
Una pentola di acciaio inossidabile disegnata da Adriano e Massimo Lagostina è esposta al MoMa (Museo d'arte moderna di New York).

## Pubblicità
L'azienda è indissolubilmente legata alla figura de La Linea, personaggio ideato da Osvaldo Cavandoli e protagonista di una serie di caroselli prodotti da Brunetto Del Vita e mandati in onda dalla Rai a partire dal 1969, raffiguranti un uomo che percorre una linea di cui è parte integrante. Sempre alla fine degli anni sessanta l'immagine grafica della Lagostina fu curata da Ilio Negri.